# Каменни-Яз
Каменни-Яз (пол. Kamienny Jaz, нім. Steinwehr) — село в Польщі, у гміні Хойна Грифінського повіту Західнопоморського воєводства.
Населення — 270 осіб (2011).
У 1975-1998 роках село належало до Щецинського воєводства.

## Демографія
Демографічна структура станом на 31 березня 2011 року:
|          | Загалом | Допрацездатний вік | Працездатний вік | Постпрацездатний вік |
| -------- | ------- | ------------------ | ---------------- | -------------------- |
| Чоловіки | 138     | 31                 | 98               | 9                    |
| Жінки    | 132     | 22                 | 78               | 32                   |
| Разом    | 270     | 53                 | 176              | 41                   |